# Catherine Hall
Catherine Hall (født 1946 i Northamptonshire) er professor i moderne britisk social- og kulturhistorie ved University College London.
Catherine Hall forsker i det britiske imperium i atten- og nittenhundredetalet og specielt relationerne mellem metropol (imperiets centrum) og koloni. I en række værker har hun udforsket hvordan imperiet påvirkede livet i metropolen; hvordan imperiet påvirkede samfundet "hjemme" og hvordan engelske identiteter, kvindelige som mandlige, blev konstrueret i relation til flere "others" inden for imperiets grænser. 'Civilising Subjects', Halls måske mest kendte værk, tager netop udgangspunkt i identitetsskabelsesprocessen for kolonisator og de koloniserede i England og Jamaica i perioden 1830-1860.

## Eksterne links
- om Catherine Hall på universitets website Arkiveret 29. januar 2009 hos  Wayback Machine